# Reiner Haehling von Lanzenauer (Präsident des Landesfinanzamts)
Reiner Franz Maria Hubert Haehling von Lanzenauer (* 1. August 1862 Koblenz; † 12. Oktober 1925 Köln) war ein deutscher Jurist und Beamter. Er wurde als Präsident des Landesfinanzamts in Köln verhaftet und schließlich aus der Besatzungszone ausgewiesen, weil er sich zur Zeit der Ruhrbesetzung weigerte, mit den Alliierten zu kooperieren.

## Werdegang
Reiner Franz Maria Hubert Haehling von Lanzenauer kam in Koblenz als Sohn des Direktors des Arnsberger Finanzamtes Heinrich Ernst Haehling von Lanzenauer (1821–1883) zur Welt. Reiners älterer Bruder war der Paderborner Weihbischof Heinrich Haehling von Lanzenauer. Sein jüngerer Bruder Alois Haehling von Lanzenauer (1867–1929) war ebenfalls katholischer Geistlicher und trat als Autor hervor. Die ursprünglich österreichische Adelsfamilie der Haehling von Lanzenauer war 1828 nobilitiert worden. Nach dem Jura-Studium und ersten Erfahrungen bei den Oberzolldirektionen Königsberg und Berlin sowie als Präsident der Oberzolldirektion für Erfurt und Thüringen wurde Reiner Haehling von Lanzenauer im Herbst 1919 nach Köln beordert, um das neue Landesfinanzamt einzurichten. Das Amt als dessen Präsident konnte er im April 1920 antreten. Verheiratet war er seit dem 4. November 1889 mit Gertrud Schräder.

## Verhaftung
Am 20. Januar 1923, neun Tage nachdem französische und belgische Truppen ins Ruhrgebiet einmarschiert waren, um ausstehende Reparationszahlungen in Form von „produktivem Pfand“ einzutreiben, besuchte der Unterdirektor der französischen Zollverwaltung in Paris mit einem Dolmetscher Reiner Haehling von Lanzauer auf dem Landesfinanzamt in der Wörthstraße Köln, um diesem persönlich zu befehlen, alles zu veranlassen, um die Durchführung der neuen Sanktionen sicherzustellen. Der Präsident des Landesfinanzamts lehnte ab. Zitiert wird er in der zeitgenössischen Presse mit den Worten: „Ich würde meiner Pflicht als deutscher Beamter zuwider handeln, wenn ich Weisungen befolgen würde, die ich als unrechtmäßig und als ungültig ansehen muss. Als deutscher Beamter bin ich verpflichtet, den deutschen vorgesetzten Behörden zu folgen. Diese Behörden haben angeordnet, dass die Beamten der Finanzverwaltung sich nicht dazu hergeben dürfen, die gestern übermittelten unrechtmäßigen Anordnungen auszuführen. Die übergebenen Befehle halten sich nicht im Rahmen des Rheinlandabkommens und deshalb sind sie unrechtmäßig. Dieses ist mein Standpunkt und derjenige der deutschen Regierung.“ Noch am selben Nachmittag erschien ein französischer Polizist in Begleitung eines Dolmetschers mit einem Schreiben des Delegierten der Rheinlandkommission in Bonn. Der Präsident des Landesfinanzamts und seine Familie hätten das besetzte Gebiet zu verlassen.
Es kam zu zahlreichen Solidaritätsbekundungen für Haehling von Lanzenauer. Auch Reichsfinanzminister Andreas Hermes schickte ihm ein Telegramm, in dem er seinem Beamten für sein Verhalten dankte. Als Haehling von Lanzenauer die Frist verstreichen ließ und nicht ausreiste, wurde er am Abend des 22. Januar 1923 festgenommen und zunächst nach Bonn, dann ins französische Militärgefängnis nach Mainz gebracht. Hierhin schickte Reichsfinanzminister Hermes am 25. Januar ein weiteres Telegramm, dessen Annahme das Militärgefängnis allerdings verweigerte: „Ihr standhaftes Verhalten hat von Ihnen ein weiteres Opfer gefordert. Seien Sie versichert, dass ich mit der gesamten Finanzverwaltung mit allen guten Wünschen und Treue in diesen Tagen bei Ihnen bin.“ In der Haft erkrankte Haehling von Lanzenauer schon bald und wurde am 29. Januar 1923 ins französische Militärhospital in Mainz überführt. Weil sich auch der Prozess verzögerte, weil aufgrund der allgegenwärtigen Streiks die notwendigen Prozessakten nicht beigebracht werden konnten, wurde Reiner Haehling von Lanzenauer am 6. Februar 1923 über die Besatzungsgrenze bis kurz vor Frankfurt am Main gebracht und dort freigelassen. Daraufhin fuhr Rainer Haehling von Lanzenauer zu seinem älteren Bruder Heinrich, wo er seine Familie wiedertraf.
Nachdem der Ruhrkampf am 26. September 1923 beendet worden war, nahm der Interalliierte Hohe Ausschuss für die Rheinlande auch im Juli 1924 den Ausweisungsbefehl gegen Reiner Haehling von Lanzenauer zurück. Als Präsident des Landesfinanzamts in Köln ließ ihn die Rheinlandkommission im September 1924 wieder zu, sodass er am 14. Oktober 1924 seinen Dienst wieder aufnahm.

## Tod
Reiner Haehling von Lanzenauer erlag am 12. Oktober 1925 im Alter von 63 Jahren einem Schlaganfall. Er wurde auf dem Melaten-Friedhof beerdigt.